# Васил Братов
Васил Братов е български архитект.

## Биография
Роден е на 11 октомври 1900 г. в Стара Загора. Завършва архитектура в Брауншвайг, Германия. В периода 1927 – 1941 г. работи в Министерство на сградите, пътищата и благоустройството, а през 1941 – 1952 г. е директор на строителна организация в Плевен. През 1940-те години проектира много жилищни сгради, повечето от тях в стил баухаус. От 1952 до 1959 г. е старши проектант в градоустройствената група в ТПО-Загоре. След това е в градоустройствената група за високо строителство. Умира през 1982 г.